# Монферран (коммуна)
Монферра́н (фр. Montferrand) — коммуна во Франции, находится в регионе Лангедок — Руссильон. Департамент коммуны — Од. Входит в состав кантона Южный Кастельнодари. Округ коммуны — Каркасон.
Код INSEE коммуны — 11243.

## Население
Население коммуны на 2008 год составляло 486 человек.
| 1962 | 1968 | 1975 | 1982 | 1990 | 1999 | 2008 |
| ---- | ---- | ---- | ---- | ---- | ---- | ---- |
| 396  | 438  | 395  | 352  | 356  | 410  | 486  |

## Экономика
В 2007 году среди 281 человека в трудоспособном возрасте (15—64 лет) 218 были экономически активными, 63 — неактивными (показатель активности — 77,6 %, в 1999 году было 66,3 %). Из 218 активных работали 202 человека (117 мужчин и 85 женщин), безработных было 16 (3 мужчин и 13 женщин). Среди 63 неактивных 18 человек были учениками или студентами, 23 — пенсионерами, 22 были неактивными по другим причинам.

## Фотогалерея

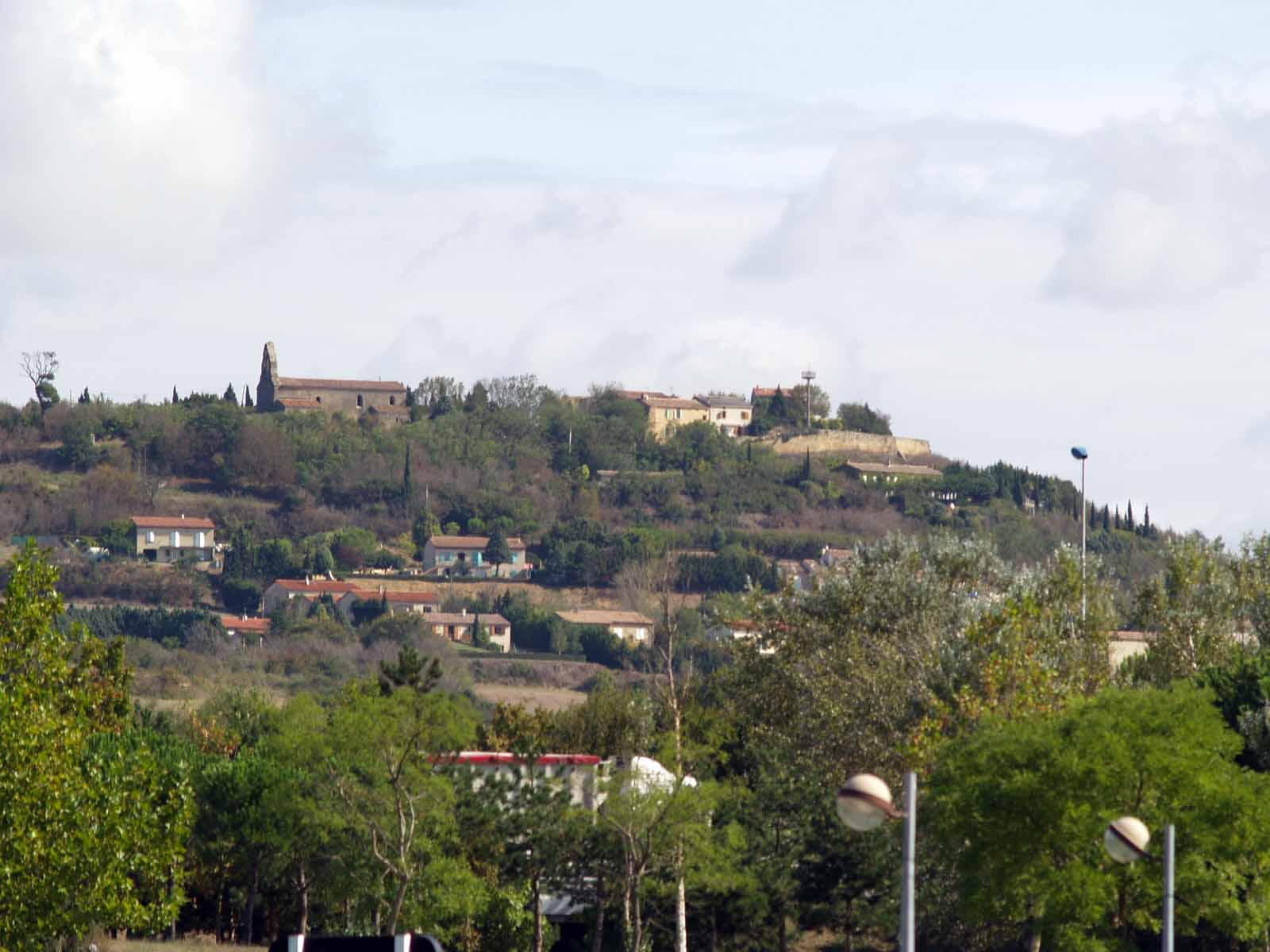
Монферран
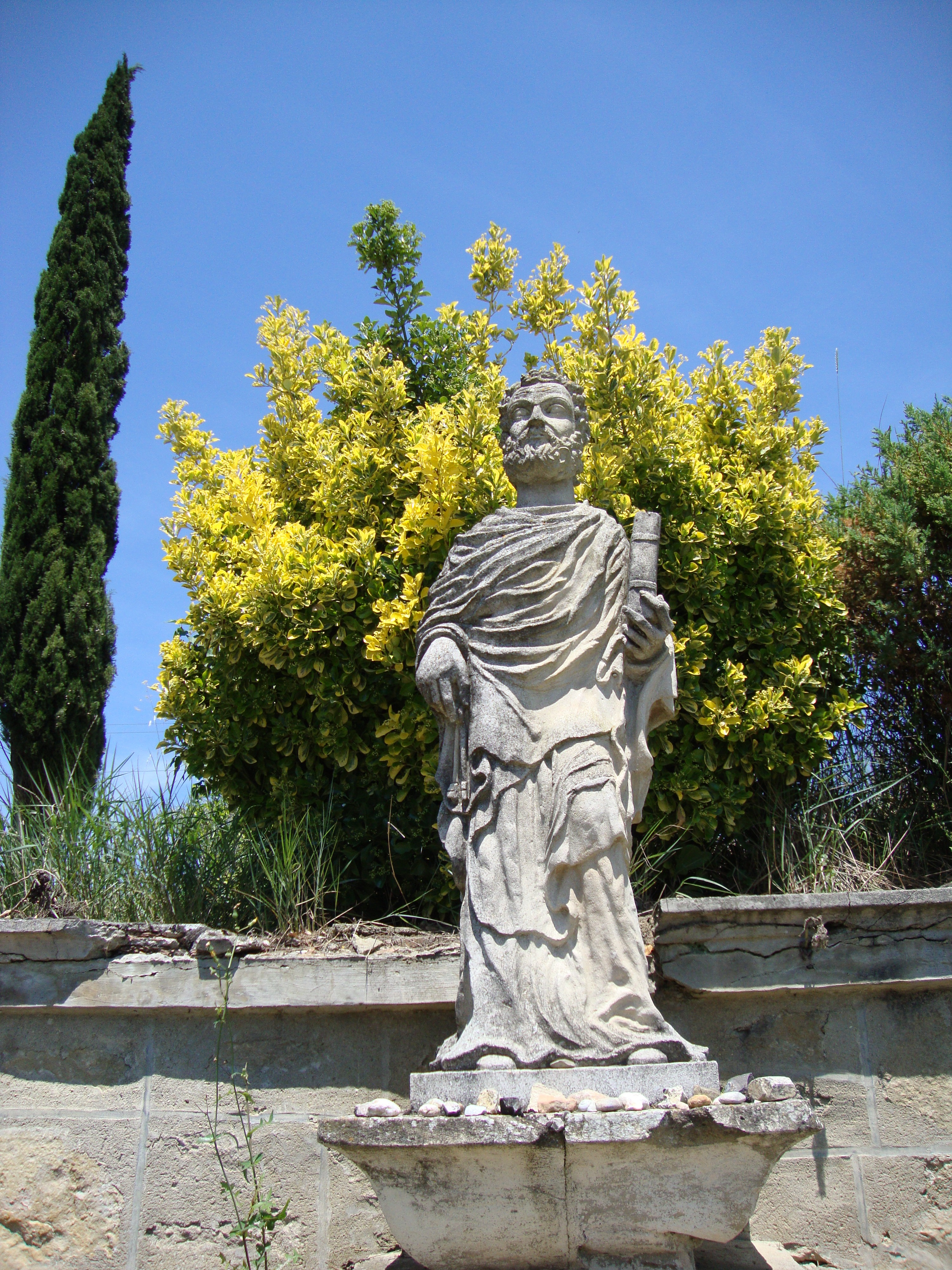
Памятник Св. Петру
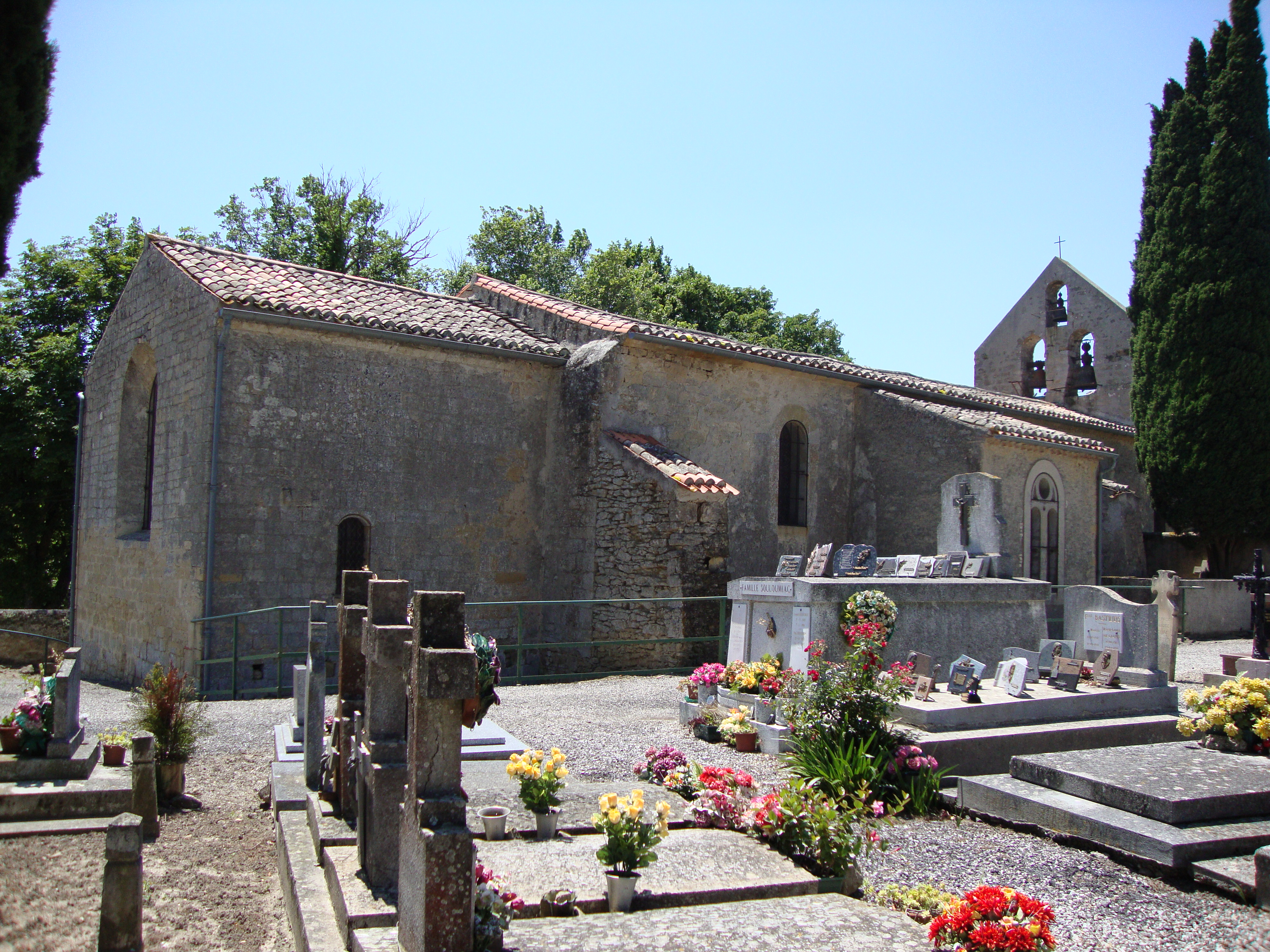
Церковь и кладбище